# Leonard Compagno
Leonard J. V. Compagno (1943 – 25 settembre 2024) è stato un ittiologo statunitense.
Laureato in Scienze Biologiche con specializzazione in Zoologia e Biologia Marina, era riconosciuto come autorità internazionale ed è tuttora considerato uno dei nomi di maggior spicco del mondo per le sue conoscenze sulla tassonomia degli squali. Fu autore di molti articoli scientifici e libri sugli squali.

## Biografia
Iniziò la sua carriera accademica all'Università di Stanford dove aveva completato il suo dottorato di ricerca in Squali Carcharhiniformes: morfologia, sistematica e filogenesi. Nel 1984 scrisse il primo volume della serie: Catalogue of World Sharks (Catalogo degli Squali del Mondo), scritti per l'Organizzazione delle Nazioni Unite per l'Alimentazione e l'Agricoltura (FAO). Pubblicò oltre 500 lavori, tra libri, capitoli di libri, articoli scientifici e abstract. Fu coautore di A Field Guide to the Sharks of the World .
Fu docente alla San Francisco State University dal 1979 al 1985, curatore della sezione Pesci presso il Dipartimento di Scienze Naturali, direttore del Centro di Ricerca sugli Squali (SRC - Shark Research Centre) del Iziko Museums di Città del Capo ; inoltre ricoprì la carica di direttore del Shark Research Institute (SRI) .
Fu consulente scientifico per diversi film internazionali, tra cui l'originale Jaws della Universal Studios, diretto da Steven Spielberg, Great White Shark e Sensitive Sharks per la BBC Natural History Unit e Jurassic Shark della Survival Anglia. Leonard era anche un appassionato conservatore di squali, ed il miglior esempio è stato il ruolo fondamentale che ha giocato nell'opera di convincimento del governo del Sudafrica di proteggere lo squalo bianco nel 1991.
Nel suoruolo di Direttore per la Ricerca presso il Centro SOSF Shark, Leonard continuò i suoi studi nella sistematica, morfologia, evoluzione e biologia della conservazione dei pesci cartilaginei, combinando metodi di ricerca affermati a tecniche all'avanguardia e di nicchia.
Oltre al suo ruolo all'interno del SOSF, fu cofondatore della Società Americana per gli Elasmobranchi, socio ordinario della Società Reale del Sudafrica e vicepresidente regionale in Sud Africa per il Gruppo di Specialisti sugli Squali del IUCN .

## Alcune pubblicazioni
- Leonard Compagno, 1984a. FAO species catalogue. Vol. 4. Sharks of the world. An annotated and illustrated catalogue of sharks species known to date. Part 1. Hexanchiformes to Lamniformes. FAO Fish Synop., (125) Vol.4, Pt.1: 249 p. - Una copia è disponibile online sul sito Fao.org
- Leonard Compagno, 1984b. FAO species catalogue. Vol. 4. Sharks of the world. An annotated and illustrated catalogue of shark species known to date. Part 2. Carcharhiniformes. FAO Fish.Synop., (125) Vol.4, Pt.2: 251-655 - Una copia è disponibile online sul sito Fao.org
- Leonard Compagno, 1988. Sharks of the Order Carcharhiniformes. Princeton University Press, Princeton, New Jersey, 486 pp + 21 Figures, + 35 Plates. ISBN 0-691-08453-X
- Leonard Compagno, 1999. Checklist of living elasmobranches, p. 471-498. In: W.C. Hamlett, ed. Sharks, skates and rays: the biology of elasmobranchs fishes, Johns Hopkins University Press. Maryland, 515 pp. - Una copia parziale è disponibile online sul sito Google.books.it
- Leonard Compagno, 2001. Sharks of the world. An annotated and illustrated catalogue of shark species known to date. Vol. 2. Bullhead, mackerel, and carpet sharks (Heterodontiformes, Lamniformes and Orectolobiformes). FAO Species Catalogue for Fishery Purposes. No 1, Vol. 2. Roma, FAO. 269 pp. - Una copia è disponibile online sul sito Fao.org Archiviato il 17 febbraio 2011 in Wikiwix.
- Leonard Compagno, Dando M., Fowler S., 2005. A Field Guide to the Sharks of the World. HarperCollins Publishers Ltd., London. 368 pp., 64 colour plates. Princeton Field Guide: ISBN 978-0-69112-072-0. Collins Field Guide: ISBN 978-0-00713-610-0.